# Kitaby

Strona kitabu z XIX w.

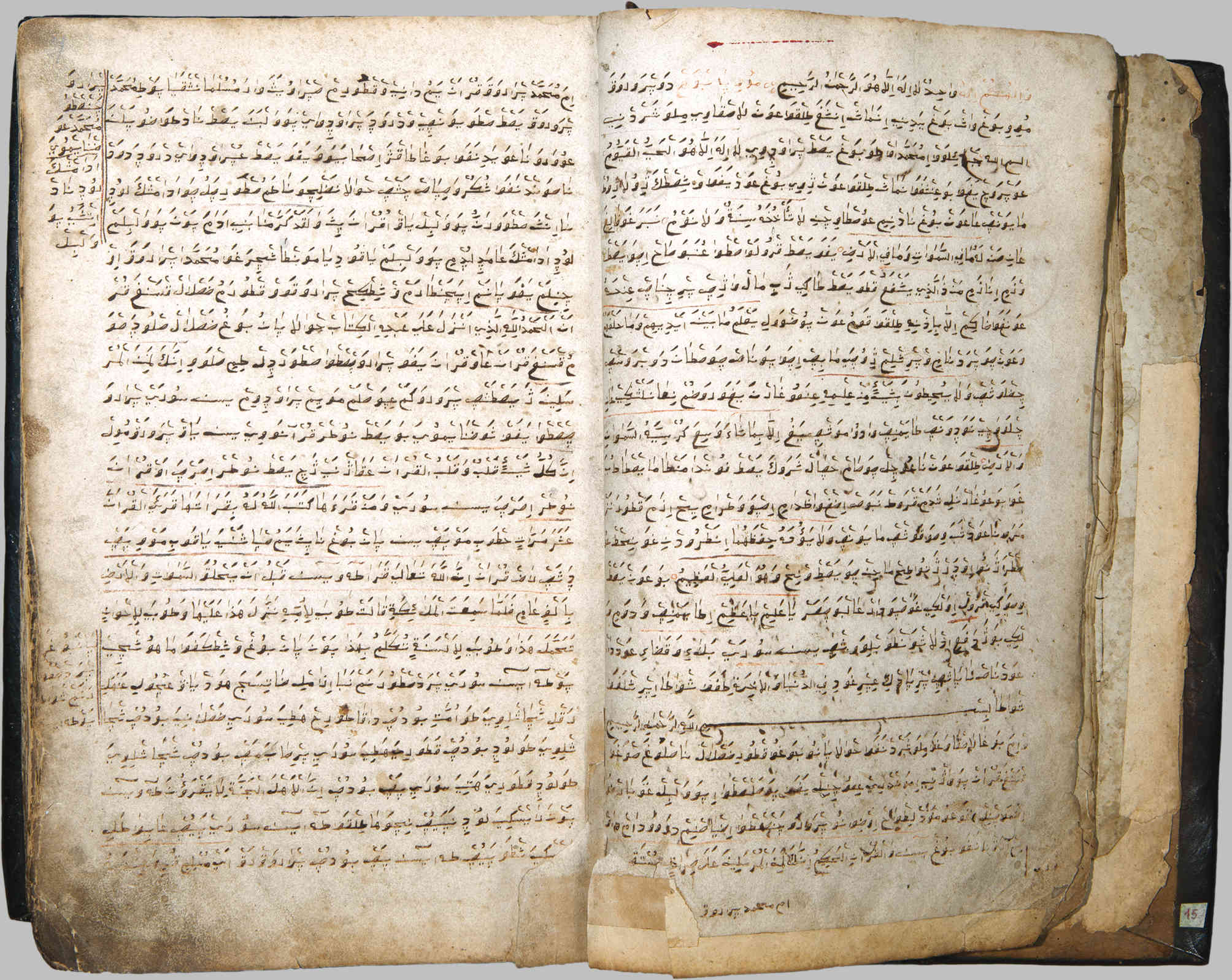
Kitab z 2 poł. XVIII w.

Kitaby (z arab. kitāb – księga) – zbiory tekstów zawierających zasady religii muzułmańskiej, opowieści moralistyczne związane z treścią Koranu i hadis, przepisy rytualne, legendy z życia proroków, apokryfy, tłumaczenia lub oryginały modlitw.
Cechą charakterystyczną kitabów jest to, że zostały one zapisane w języku starobiałoruskim (od XVI–XVII w.) lub w polskim (XVIII–XIX w.), ale pismem arabskim. Twórcami kitabów są Tatarzy Wielkiego Księstwa Litewskiego, którzy zostali osiedleni na Podlasiu w XIV–XV w. w celu ochrony granicy przed Krzyżakami. Tatarzy litewscy pochodzili ze Złotej Ordy. Część z nich była przymusowo osiedlona, ale większość osiedliła się dobrowolnie. 
Nauka zajmująca się badaniem kitabów to kitabistyka. Wśród prekursorów tej subdyscypliny naukowej, obchodzącej w 2018 r. swoje 50-lecie, wymienia się m.in. Antona Antonowicza oraz Jewfimija Karskiego, Iwana Łuckiewicza, Jana Stankiewicza, Witala Wolskiego, Antoniego Muchlińskiego i Ignatija Kraczkowskiego. W Polsce głównym ośrodkiem tej dziedziny wiedzy jest Centrum Badań Kitabistycznych działające w ramach Wydziału Filologicznego UMK. 